# Elizabeth Craig (Ruderin)
Marion Elizabeth „Betty“ Craig, nach Heirat Eaton, (* 26. September 1957 in Brockville) ist eine ehemalige kanadische Ruderin. Sie gewann eine olympische Silbermedaille und fünf Medaillen bei Weltmeisterschaften.

## Sportliche Karriere
Elizabeth Craig begann 1973 beim Brockville RC mit dem Rudersport. Bei den Olympischen Spielen 1976 in Montreal standen erstmals Frauenwettbewerbe im Rudern auf dem Programm. Craig trat mit Tricia Smith im Zweier ohne Steuerfrau an. Die beiden gewannen ihren Vorlauf und waren damit für das Finale qualifiziert, im Finale belegten die beiden den fünften Platz mit fast sechs Sekunden Rückstand auf die Bronzemedaille.
Ab 1977 ruderte Elizabeth Craig zusammen mit Susan Antoft im Zweier. Bei den Weltmeisterschaften in Amstelveen gewannen die beiden die Bronzemedaille hinter den Olympiazweiten Sabine Dähne und Angelika Noack aus der DDR sowie Karin Abma und Joke Dierdorp aus den Niederlanden. Im Jahr darauf belegten Craig und Antoft bei den Weltmeisterschaften auf dem Lake Karapiro in Neuseeland den zweiten Platz hinter Cornelia Klier und Ute Steindorf aus der DDR und vor Abma und Dierdorp. 1979 ruderte Elizabeth Craig im Vierer mit Steuerfrau und belegte den siebten Platz bei den Weltmeisterschaften in Bled. 1980 verpasste Elizabeth Craig ihre zweite Olympiateilnahme, da Kanada wegen des Olympiaboykotts nicht an den Olympischen Spielen in Moskau teilnahm.
Ab 1981 ruderten Tricia Smith und Elizabeth Craig im kanadischen Zweier ohne Steuerfrau. Bei den Weltmeisterschaften 1981 in München siegten Iris Rudolph und Sigrid Anders aus der DDR vor den Kanadierinnen., fast fünf Sekunden dahinter gewannen die Rumäninnen Rodica Arba-Pușcatu und Elena Horvat Bronze. 1982 gewannen bei den Weltmeisterschaften in Luzern Silvia Fröhlich und Marita Sandig aus der DDR vor den Polinnen Małgorzata Dłużewska und Czesława Kościańska, dahinter erhielten Smith und Craig die Bronzemedaille. Im Jahr darauf siegten Silvia Fröhlich und Marita Gasch-Sandig auch bei den Weltmeisterschaften 1983 in Duisburg. Hinter Rodica Arba und Elena Horvat erhielten Smith und Craig wie 1982 die Bronzemedaille. Die Ruderinnen aus der DDR hatten bei den Weltmeisterschaften 1983 vier Titel gewonnen, die anderen beiden Goldmedaillen gingen an Ruderinnen aus der Sowjetunion. Die DDR und die Sowjetunion waren bei den Olympischen Spielen 1984 wegen ihres Olympiaboykotts nicht am Start. In der olympischen Ruderregatta dominierten die Ruderinnen aus Rumänien mit fünf Goldmedaillen. Im Zweier ohne Steuerfrau siegten Arba und Horvat mit dreieinhalb Sekunden Vorsprung vor Smith und Craig.
Elizabeth Craig und Tricia Smith belegten 1987 noch einmal den achten Platz bei den Weltmeisterschaften. Danach trat die 1,70 m große Craig endgültig zurück.